# 8937 Gassan
8937 Gassan este un asteroid din centura principală de asteroizi.

## Descriere
8937 Gassan este un asteroid din centura principală de asteroizi. A fost descoperit pe 13 ianuarie 1997 la Nanyo de Tomimaru Okuni. El prezintă o orbită caracterizată de o semiaxă mare de 2,29 ua, o excentricitate de 0,16 și o înclinație de 3,2° în raport cu ecliptica.